# Église Saint-Thomas-de-Cantorbéry de Mur-de-Barrez
L'église Saint-Thomas-de-Cantorbéry de Mur-de-Barrez est une église catholique située à Mur-de-Barrez, en France.

## Localisation
L'église est située dans le département français de l'Aveyron, sur la commune de Mur-de-Barrez.

## Historique
L'édifice est classé au titre des monuments historiques en 1932 et 1986.